# Йенсен, Густав (композитор)
Густав Йенсен (нем. Gustav Jensen; 25 декабря 1843, Кёнигсберг — 26 ноября 1895, Кёльн) — немецкий скрипач, композитор и музыкальный педагог. Брат Адольфа Йенсена.
Учился в Берлинской высшей школе музыки у Йозефа Иоахима и Фердинанда Лауба (скрипка), Зигфрида Дена (композиция). Играл в городском оркестре Кёнигсберга.
С 1872 г. преподавал контрапункт, затем также композицию в Кёльнской консерватории; среди его учеников, в частности, Эмиль Робер Бланше, Феликс Боровский, Карл Вент, Феликс Готгельф, Петер Фассбендер, Йозеф Фришен, Энгельберт Хумпердинк.
Автор симфонии (op. 35, 1896), струнного квартета (op. 11, 1881), фортепианного трио (op. 4, 1876), двух скрипичных (op. 7, 1878 и op. 14, 1883) и двух виолончельных (op. 12, 1882 и op. 26, 1890) сонат, Фантазий для скрипки, альта и фортепиано (op. 27, 1898), фортепианных, хоровых и вокальных сочинений. Подготовил и опубликовал современные аранжировки скрипичных сонат Арканджело Корелли, Пьетро Нардини и др. Перевёл на немецкий язык «Руководство по контрапункту» Луиджи Керубини, перевод опубликован посмертно (1896) Отто Клаувелем.